# Orden Militar Rafael Urdaneta
La Orden Militar General en Jefe Rafael Urdaneta es una condecoración militar de Venezuela creada en 1946 por la Junta Revolucionaria de Gobierno para recompensar a los oficiales generales, superiores y subalternos por los años de servicio en las Fuerzas Armadas y para premiar a quienes hayan tenido una conducta intachable.
Su otorgamiento está prescrito en el artículo 332 de la Ley Orgánica de la Fuerza Armada Nacional.

## Descripción
La medalla consiste en una cruz de metal chapado con 10 quilates de oro de al menos una vigésima parte del peso total de la medalla con una corona de laurel en cada uno de sus brazos. Sobre la suspensión se encuentra una bola lateral sobre la cara, con un medallón circular central que tiene el relieve del retrato del General en Jefe  Rafael Urdaneta. Cada una de las armas está decorada con una corona de laurel y el reverso tiene una parte circular central con las armas de Sucre. Sobre cinta original hay una miniatura de diseño similar, también contrastada.

## Clases
Se concede en tres clases:
- Medalla de oro por 30 años de servicio.
- Medalla de plata por 20 años de servicio.
- Medalla de bronce  por 10 años de servicio.